# 奥留斯
奥留斯，是西班牙加泰罗尼亚巴塞罗那省的一个市镇。总面积6平方公里，总人口662人（2013年），人口密度117人/平方公里。